# جورج واشنطن إميري دورسي
جورج واشنطن إميري دورسي هو محامي وسياسي أمريكي، ولد في 25 يناير 1842 في مقاطعة لودون في الولايات المتحدة، وتوفي في 12 يونيو 1911 في مدينة سولت ليك في الولايات المتحدة. نشط حزبياً في الحزب الجمهوري. وقد انتخب عضو مجلس النواب الأمريكي ‏.